# NGC 967
NGC 967 is een elliptisch sterrenstelsel in het sterrenbeeld Walvis. Het hemelobject werd op 10 november 1835 ontdekt door de Britse astronoom John Herschel.

## Synoniemen
- PGC 9654
- ESO 545-31
- MCG -3-7-30
- NPM1G -17.0096